# 니시무라 시게키

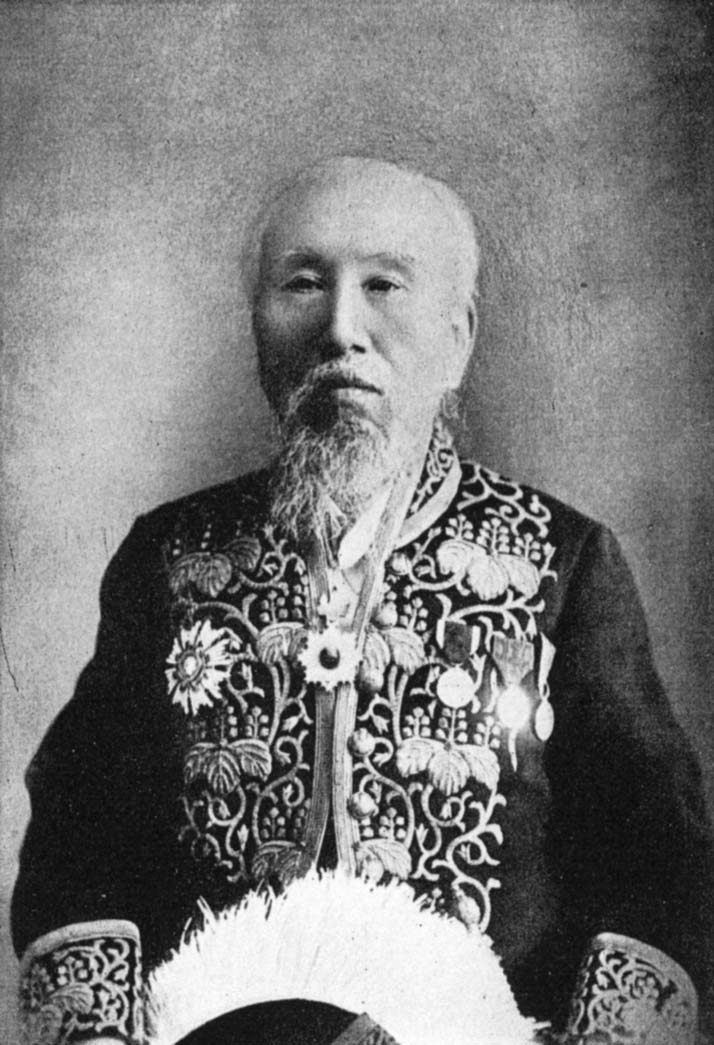
니시무라 시게키

니시무라 시게키(일본어: 西村茂樹)는 메이지 시대의 계몽사상가, 교육자이다. 일본홍도회(日本弘道会)를 창설했다. 자는 重器, 호는 하쿠오(泊翁)이다.

## 개요
사쿠라번의 지번인 사노번 홋타가(堀田家)를 섬기던 소바요닌 니시무라 이쿠호(西村芳郁)의 아들로 에도의 사노번저에서 태어났다. 어릴때는 헤이하치로(平八郎)로 불리다가 이후 시게키로 개명했다.
10세에 사쿠라번교 성덕서원成徳書院에 들어가서 초빙 유학자였던 安井息軒에게 배웠고 1850년에는 大塚同庵에게서 포술을 배웠으며 1851년 사쿠마 쇼잔에게서 포술을 배웠다.
1853년 페리 내항 이후 사쿠라번주 홋타 마사요시에게 적극적 무역론을 제출했다. 로주 아베 마사히로에게도 해방론을 건의했다. 1856년 홋타가 로주수좌首座가 되어 외국사무를 취급하게 되자 기밀문서 담당으로 채용되었다.
1873년 모리 아리노리 등과 메이로쿠샤를 결성했다. 문부성에 자리를 얻어 1886년까지 유교주의 도덕교육 정책을 추진했다. 한자폐지론자로 『開化ノ度ニ因テ改文字ヲ発スベキノ論』를 발표하기도 했다. 1875년 大槻磐渓、依田學海、平野重久등의 한학자들과 함께 양양사洋々社를 결성했다.
1875년부터 천황, 황후에게 10년간 강의했고, 도쿄학사회원, 귀족원의원, 궁중고문관, 화족여학교교장 등을 지냈다. 문부성에서 교과서 편집과 교육제도 확립에 기여했다. 수신의 필요성을 강조하여 1876년 사카타니 시로시 등과 함께 도덕진응단체인 수신학사(현, 일본홍도회)를 만들었다.
1879년 일본 최대급 관찬백과사전 고사류원古事類苑도 니시무라 시게키의 발안으로 발간이 진행되었다.
1887년 일본도덕론을 발행했다. 당시 일본은 교육제도가 정비중이었으며 교육의 근본정신이 무엇인가에 대한 토론이 한창이었다. 니시무라는 이토 히로부미로 대표되는 구화주의 풍조를 우려하여 일본 도덕을 재건해야 한다고 생각했다. 전통적인 유교를 기반으로 하되 서양의 정밀한 학풍을 결합해야 한다는 주장이었다. 국가의 근본은 제도나 법률보다는 근면, 절약, 인내, 신의, 진취, 애국심, 천황에 대한 충성 등이 지침이 되어야 한다고 생각했다. 문부대신이던 모리 아리노리는 이에 찬성했지만 이토는 신정부에 대한 비방으로 간주하여 불쾌하게 여겼다. 1889년 궁내성내의 황실교육관리기관인 명륜원 설치를 건의했다.
자손중에 소설가 미야모토 유리코가 있다. 동생은 일본 제화업의 아버지라는 평을 받는 西村勝三.

## 저서
- 심학강의 『心学講義』 西村茂樹、1885年
- 일본도덕론 『日本道徳論』 西村金治、1887年4月
- 덕학강의 『徳学講義』 西村茂樹、1895年
- 국민훈 『国民訓』 日本弘道会事務所、1897年

역서
- 만국사략 『万国史略』 吉野屋仁兵衛ほか、1869年
- 태서사감 『泰西史鑑』 求諸己斎、1869年
- 여지지략 『輿地誌略』 修静館、1877年